# Stormsvala
Stormsvala (Hydrobates pelagicus) är en havsfågel i familjen stormsvalor. Den är liten, har fyrkantig stjärt, är helsvart, så när som på ett brett vitt band på övergumpen och ett vitt band på vingundersidan, och har en fladdrande, fladdermusaktig flykt. Merparten häckar på öar utanför Europas kust, med flest på Färöarna, Storbritannien, Irland och Island. Medelhavspopulationen tillhör en separat underart, omöjlig att i fält skilja från atlantpopulationen utanför häckningstid, och den häckar främst på Filfola utanför Malta, Sicilien och Balearerna.
Stormsvalan placerar sitt bo i sprickor och bohålor. Den lägger ett vitt ägg per häckningssäsong, vanligtvis direkt på marken. Föräldrarna delar på den långa ruvningstiden och efter kläckningen tar båda föräldrar hand om ungen. Den är en långflyttare som främst tillbringar norra halvklotets vinter främst utanför Sydafrikas kust. Stormsvalan lever strikt pelagiskt utanför häckningssäsong. Dess föda består av småfisk, bläckfisk och zooplankton, som de ofta fångar trippande på havsytan och den kan lokalisera oljig flytande föda utifrån lukt. Födan omvandlas i fågelns mage till en oljig orange vätska som den spyr upp för att mata ungen. Även om den vanligtvis är tyst till sjöss, har stormsvalan ett grymtande läte som paret yttrar under parningssäsongen och hanen har en purrande sång som hörs från boplatsen.
Stormsvalan överlever inte på öar där landdäggdjur som råttor och katter har introducerats, men den utstår naturlig predation från måsar och trutar, labbar, ugglor och falkar. Trots att den globala populationen minskar något, klassificeras den av IUCN som livskraftig på grund av dess stora globala population. Då den uppträder i grov sjö ute till sjöss så omgärdas den av flera myter och sjömansberättelser och den har även symboliskt förknippats med revolution.

## Utseende, fältkännetecken och läte
Stormsvalan är 15–16 centimeter lång och har ett vingspann på 37–41 centimeter och är därmed den minsta stormsvalan i europeiska vatten. Återfynd av ringmärkta stormsvalor visar att de kan bli upp till 30 år gamla. Den väger mellan 20 och 30 gram där de tyngre är honor som bär på ägg. Könen är lika men tarsmått tillsammans med stjärt- och vinglängd kan användas för könsbestämning.
Stormsvalan ter sig svart när man ser den över havet men mer gråsvart om man får möjlighet att se den vid häckningsplatsen. Stjärten slutar tvärt i spetsen. Övergumpen är vit och detta vita fält sträcker sig ned på sidorna om fågeln. Däremot är undergumpen svart. På undersidan av vingen har den ett brett vitt längsgående band.
När man ser den flyga i hård vind har den en fladdrig flykt och den "springer" ofta på vattnet och snappar efter små kräftdjur som virvlar upp till ytan i det stormiga vattnet.
Den är vanligtvis tyst till sjöss men har två läten vid sina häckningsplatser. Det ena är ett grymtande läte som paret yttrar under parningssäsongen och det andra är en purrande, spinnande sång från hanen som hörs från boplatsen. Den har två läten vid sina häckningsplatser. Dess kött lär ha en stark tranlukt.

## Utbredning och systematik
Stormsvalan häckar i Nordatlanten och Medelhavet. Atlantpopulationen av stormsvala är av underarten atlantstormsvala H. p. pelagicus. Den utgör 97% av världspopulationen och man uppskattade 2005 att det fanns mellan 300 000 och 680 000 par i världen. Den största populationen finns på Färöarna där drygt hälften av världspopulationen häckar, men stormsvalan häckar också på Brittiska öarna och på öar utanför Norge, på Island, utmed Frankrikes nordvästkust, Spaniens nordkust och på Kanarieöarna. Det var först på 1960-talet som man upptäckte att arten häckade i Norge.
Den andra underarten, H. p melitensis, häckar i Medelhavet och man uppskattar att det finns mellan 8 500 och 15 000 par. De båda underarterna förefaller vara helt isolerade från varandra. Stormsvalorna övervintrar utanför Sydafrika och Namibia, med några få som stannar över havet utanför Västafrika och några i närheten av häckningsområdet i Medelhavet. På vinterhalvåret har den även påträffats i Indiska Oceanen.

### Släktskap med andra stormsvalor
Stormsvalan har traditionellt placerats som ensam art i släktet Hydrobates. DNA-studier visar dock att den är inbäddad i Oceanodroma, systerart till grå stormsvala. Numera inkluderas därför arterna Oceanodroma i Hydrobates, som har prioritet.

## Ekologi

### Häckning

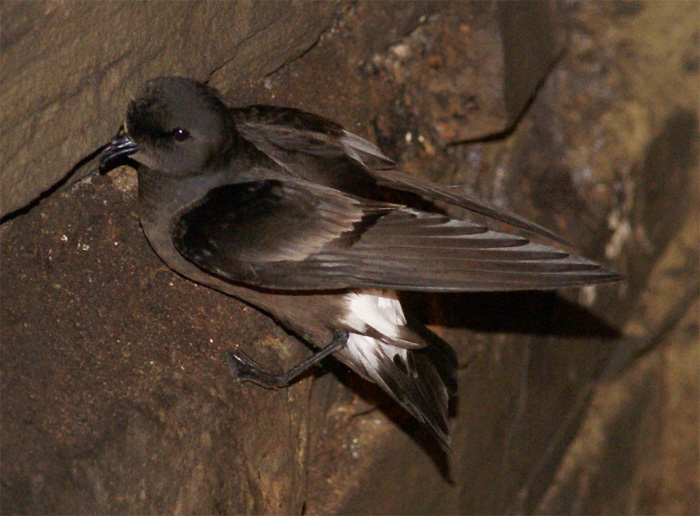
Stormsvala vid häckningslokal i Skottland.

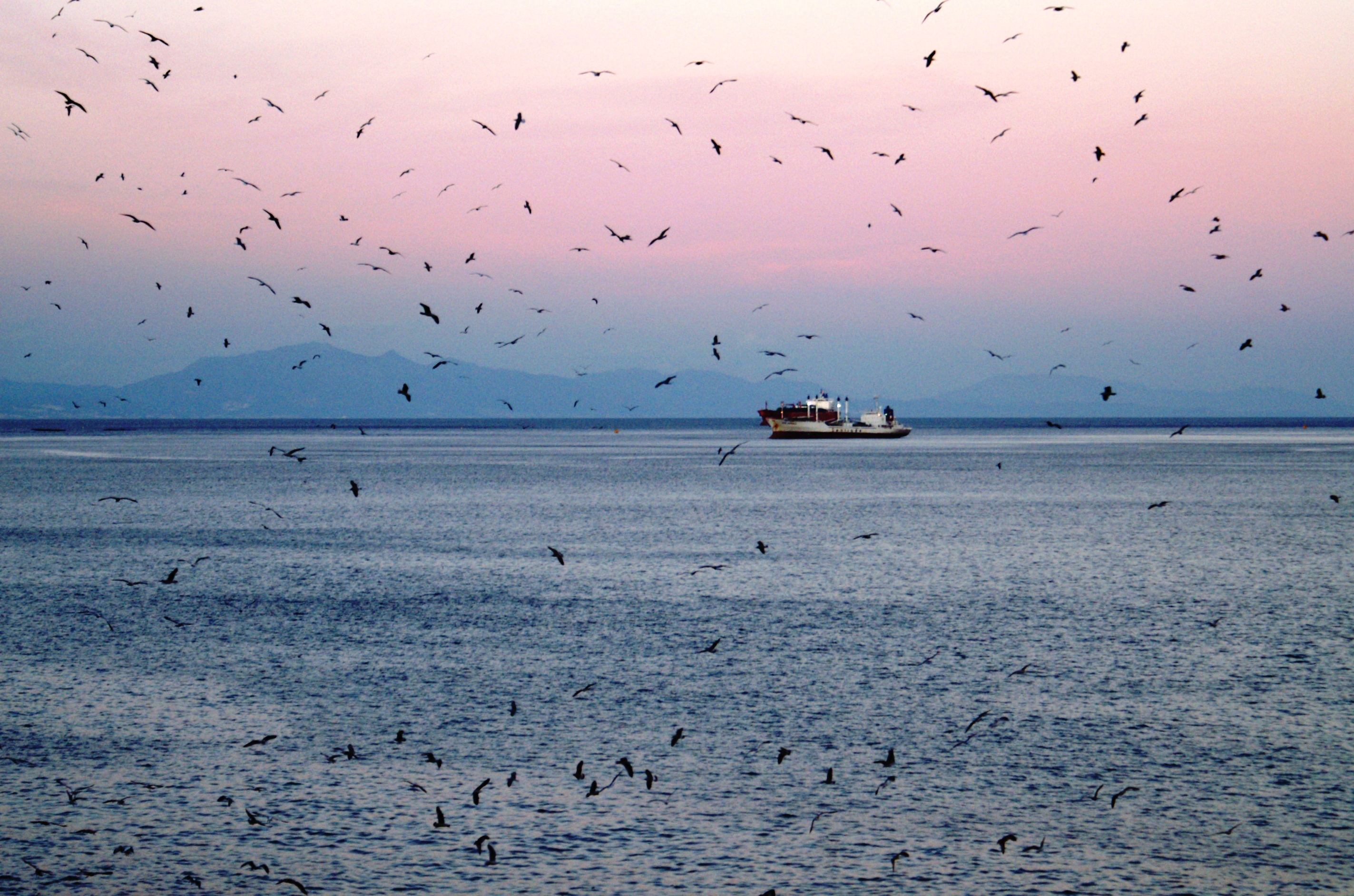
Stormsvalor vid Gibraltar i februari.

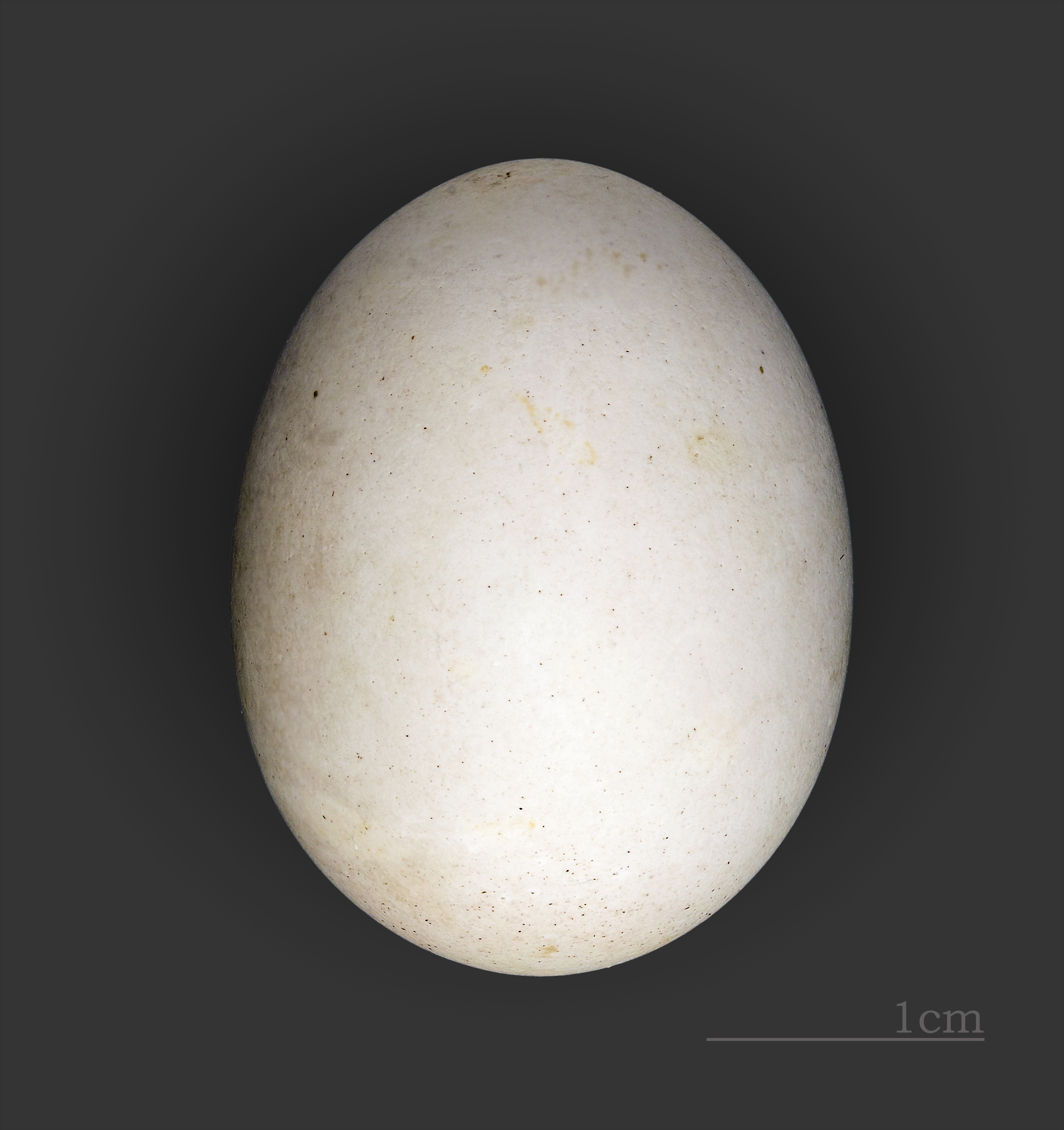
Ägg av stormsvala.

Stormsvalan är pelagisk, det vill säga att den lever till största delen ute över öppet hav. Den är monogam och kolonihäckande. Den blir könsmogen först på fjärde eller femte levnadsåret. Däremot kan den bilda par redan tidigare vilket resulterar i en stor population kringdrivande stormsvalor som inte häckar. 
Den placerar boet i skrevor eller bohålor som den ibland delar med andra havsfåglar eller kaniner. Häckningstiden är cirka 90 dygn och honan lägger ett vitt ägg per häckningssäsong, vanligtvis direkt på marken. Föräldrarna delar på den långa ruvningstiden och efter kläckningen tar båda föräldrar hand om ungen. Arten är ljuskänslig och mestadels nattaktiv, och den återvänder till sina häckningsplatser på natten, förmodligen för att inte dra till sig predatorer, som trutar.

### Föda
Under sina födosök flyger den långa sträckor, även under häckningstid, och ibland lämnar den sina ungar ensamma i flera dagar. Orsaken är att den letar efter så kallade uppvällningsområden, det vill säga mycket näringsrika områden där mindre kräftdjur, fiskar och plankton vandrar upp från havsdjupen och dessa områden flyttar sig över havet. Väl vid dessa uppvällningsområden snappar fågeln föda från vattenytan och det kan då se ut som om den springer på vattenytan. Dess föda består av småfisk, bläckfisk och zooplankton, som de ofta fångar trippande på havsytan. Födan omvandlas i fågelns kräva till en oljig orange vätska som den spyr upp när för att mata ungen. Den spyr även upp denna fränt luktande fiskolja som försvar, exempelvis vid ringmärkning. Den har ett mycket gott luktsinne och kan lokalisera oljiga flytande näringsämnen. Bland annat attraheras den av lukten av fiskleverolja.

## Stormsvalan i Sverige
Första fyndet av stormsvala fångades levande på vintern, på en så oväntad plats som Hedemora i Dalarna 1744–45. Den ska ha dött ganska snart efter infångandet och skickades senare till Carl von Linné som beskrev den 1758 som "stormvädersfogeln" (Procellaria pelagica).
Nu för tiden syns stormsvalan årligen vid starka västliga vindar, främst utefter kusterna av Skåne, Halland och Bohuslän. Stormsvalan är, bland annat på grund av sina nattliga vanor och sin storlek, svår att häckningsinventera och detta resulterar i osäkerhet kring var stormsvalan häckar. Det finns förhoppningar om att den kanske häckar, eller kommer att häcka i Sverige. Idag är de närmast kända häckningsplatserna Shetlandsöarna och platser på norska västkusten. Fågelvägen till båda dessa områden är ungefär detsamma, det vill säga 80 mil.

### Ringmärkning av stormsvala i Sverige

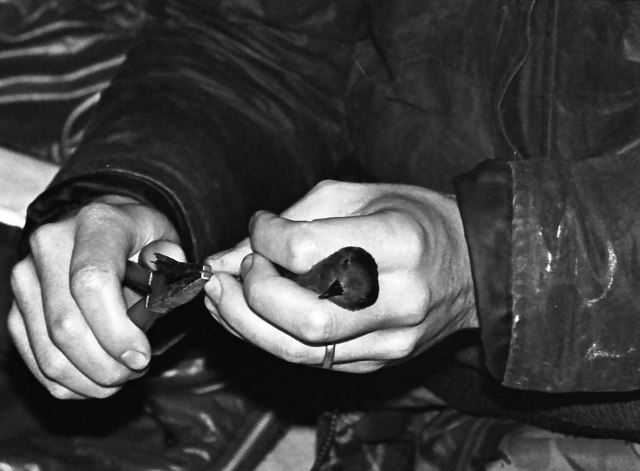
Ringmärkning av stormsvala vid Cape Wrath, Skottland.

Den första stormsvalan som ringmärktes i Sverige fångades i ett slöjnät på Härmanö huvud i Bohuslän natten den 29 augusti 1988 av ornitologerna Kåre Ström och Roland Börjesson. Mellan åren 1988 och 2006 har 57 stormsvalor ringmärkts, av dessa är 49 ringmärkta i Bohuslän, 7 i Halland och 1 på Utklippan i Blekinge. Flest individer under denna period har fångats på Måseskär (26 st) och Härmanö (11 st). Flera av individerna har visat bar ruvfläck vilket är ett tecken på aktiv häckning, dock betyder inte denna karaktär på att de häckar i närheten eftersom de kan förflytta sig så långa sträckor. Under åren 1998 och 1999 fångades det flest individer utmed västkusten och detta kan indikera att det häckade stormsvalor i Sverige under denna period.

#### Återfynd
En fågel som märktes på Måseskär 1999 återinfångades år 2000 på Väderöarna och en individ som märkts på Måseskär har återfunnits på Faraid Head på Skottlands nordspets. Tre individer som ringmärkts i Norge har återfunnits i Bohuslän och vardera en individ märkt i England har återfunnits på Måseskär och på Härmanö, den senare hade bara en vecka tidigare ringmärkts på Orkneyöarna norr om Skottland.

## Stormsvalan och människan

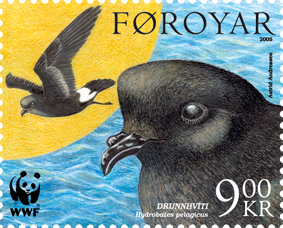
Färöiskt frimärke med stormsvala.

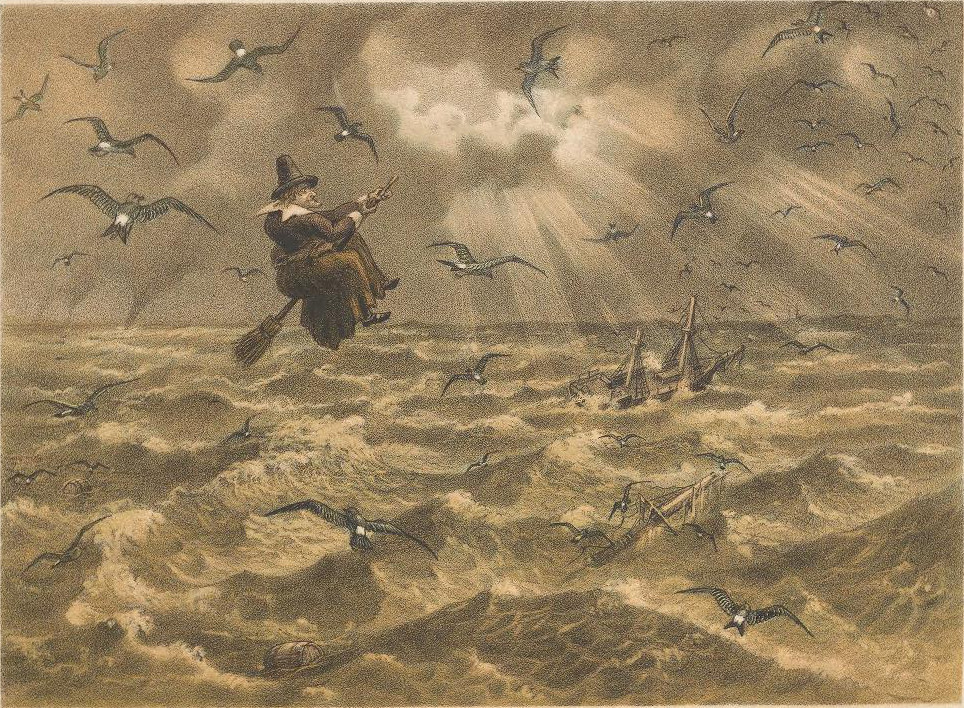
"Mother Carey och hennes kycklingar", litografi från 1877 av J. G. Keulemans. "Mother Carey", som omgavs av stormsvalor, var en mytisk figur omtalad bland sjöfarare, som förknippades med stormiga och farliga havsområden.

### Status och hot
Trots att den globala populationen minskar något, klassificeras stormsvalan av IUCN som livskraftig (LC) på grund av dess stora globala population. Stormsvalan överlever inte på öar där landdäggdjur som råttor och katter har introducerats och den utstår naturlig predation från måsar och trutar, labbar, ugglor och falkar.

### I kulturen
Sjöfarande har beskyllt stormsvalan för att framkalla stormar och sett den som en olycksfågel. På många platser har det också funnits mytbildningar att den skulle vara drunknande sjömäns själar och att man därför skulle hålla sig väl med dem. Se även albatrosser
Eftersom arten förekommer i stormiga havsområden har den kommit att bli en symbol för revolutionära åskådningar. Den ryska författaren Maxim Gorky skrev 1901 dikten "Sången om stormfågeln" ("Песня о Буревестнике"), som i allegorisk form lidelsefullt omskriver den kommande revolutionen och hur han också ska lägga den västerländska litterära världen för sina fötter. Dikten resulterade i att Gorky fick smeknamnet "revolutionens stormfågel". Även om originaldikten, och smeknamnet refererar till den stora gruppen stormfåglar, så har det ofta översatts till stormsvala varför exempelvis den tyske socialisten Karl Liebknecht talade om "ungdomen som revolutionens stormsvala" och operan Figaros bröllop har omskrivits som "revolutionens stormsvala".

### Namn
Att stormsvalan dras till lukten av fisklever fick norska fiskare att förr kalla fågeln för "lever-Lars"  och på Kärringön i Bohuslän ska den ha kallats "sjöpink".